# Sergio García Dols
Sergio García Dols   (Borriana, 22 de març de 2003) és un pilot de motociclisme valencià que competeix al mundial de motociclisme des del 2019. El 2023 va pujar a la categoria de Moto2, on seguia competint a data de 2024. El seu millor resultat fins a l'actualitat ha estat el subcampionat mundial de Moto3 que va obtenir el 2022.

## Carrera esportiva

### Primers anys
Sergio García va guanyar dos campionats promocionals d'Espanya (CEV) seguits: la Challenge 80 el 2015 i el Pre Moto3 el 2016. Aquell any va entrar a l'Estrella Galicia Junior Academy.

### Moto3

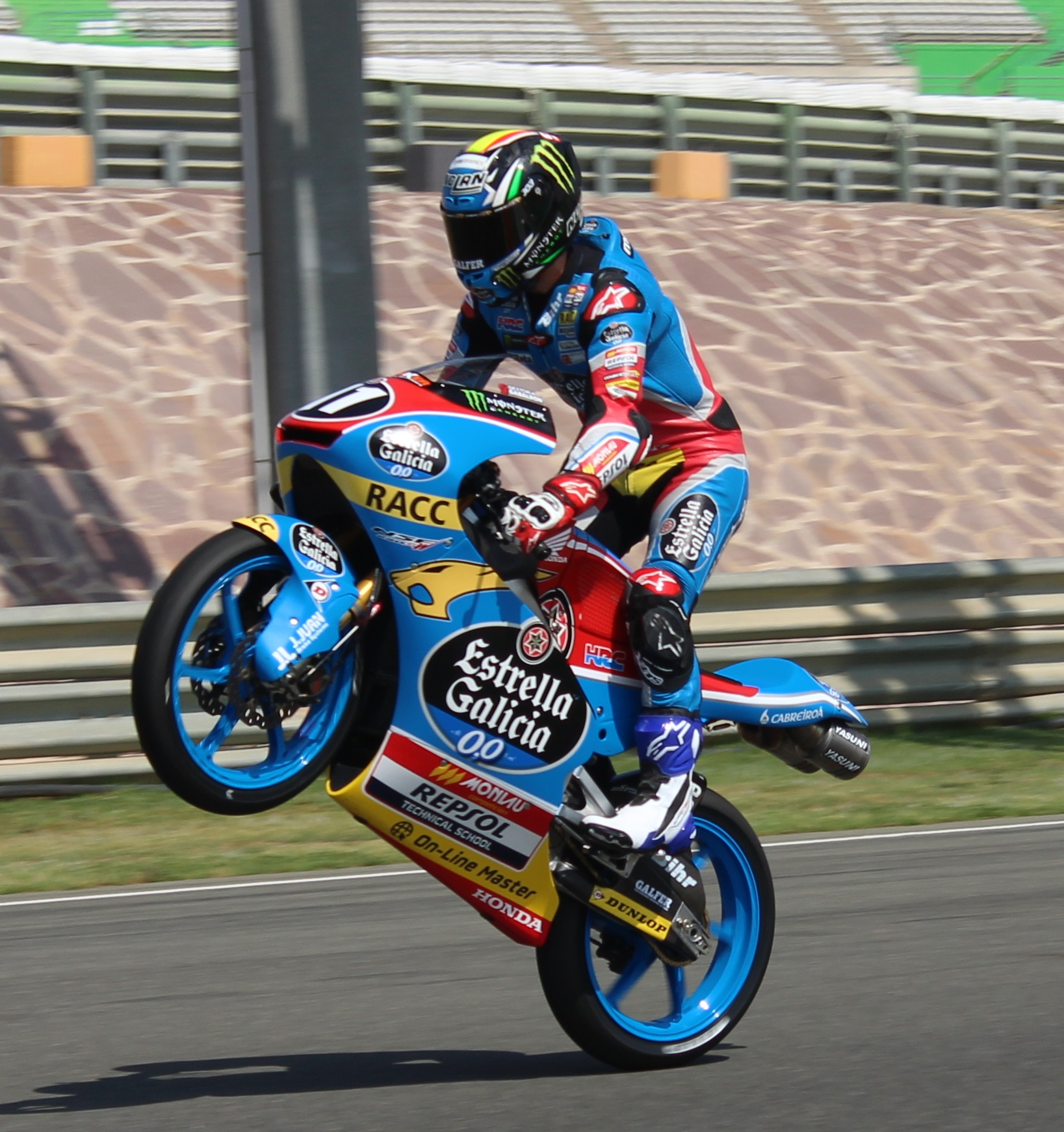
A Xest durant el FIM CEV del 2018

El 2018 va acabar subcampió darrere de Raúl Fernández al Campionat del Món FIM JuniorGP (anomenat aleshores FIM CEV) en categoria Moto3. L'any següent, amb l'equip Estrella Galicia 0,0 va debutar al campionat del món d'aquesta categoria i repetí equip la temporada del 2020. Del 2021 al 2022, García va competir amb l'Aspar Team com a company d'Izan Guevara. Va quedar tercer al mundial de Moto3 el 2021 i subcampió darrere de Guevara el 2022.

### Moto2
El 2023 va entrar a l'equip Pons Wegow Los40 per a competir al mundial de Moto2. El 2024 va canviar a l'equip MT Helmets - MSi (que havia adquirit el seu antic equip, Pons Racing) com a company d'Ai Ogura, qui acabà proclamant-se campió del món de Moto2 aquell any.
García va començar el campionat a Qatar amb el seu primer podi i dues curses després va aconseguir la seva primera victòria al Gran Premi de les Amèriques. En aquesta primera fase del campionat va dominar fermament la classificació, mentre que en la segona part una davallada de rendiment el va excloure de la lluita pel títol i finalment va acabar el campionat en quarta posició.

## Resultats al Mundial de motociclisme

### Per temporada
| Temporada | Categoria | Moto       | Equip                | Curses | Victòries | Podis | Poles | FLaps | Pts | Posició |
| --------- | --------- | ---------- | -------------------- | ------ | --------- | ----- | ----- | ----- | --- | ------- |
| 2019      | Moto3     | Honda      | Estrella Galicia 0,0 | 17     | 1         | 2     | 0     | 0     | 76  | 15è     |
| 2020      | Moto3     | Honda      | Estrella Galicia 0,0 | 15     | 0         | 2     | 0     | 3     | 90  | 9è      |
| 2021      | Moto3     | Gas Gas    | GasGas Aspar Team    | 16     | 3         | 6     | 1     | 1     | 188 | 3r      |
| 2022      | Moto3     | Gas Gas    | GasGas Aspar Team    | 20     | 3         | 10    | 1     | 0     | 257 | 2n      |
| 2023      | Moto2     | Kalex      | Pons Wegow Los40     | 20     | 0         | 0     | 0     | 0     | 84  | 15è     |
| 2024      | Moto2     | Boscoscuro | MT Helmets – MSi     | 20     | 2         | 5     | 1     | 2     | 191 | 4t      |
| Total     | Total     | Total      | Total                | 108    | 9         | 25    | 3     | 6     | 886 |         |

### Per categoria
| Categoria | Temporada       | 1a Cursa        | 1r Podi         | 1a Victòria     | Curses | Victòries | Podis | Poles | FLaps | Pts | Títols |
| --------- | --------------- | --------------- | --------------- | --------------- | ------ | --------- | ----- | ----- | ----- | --- | ------ |
| Moto3     | 2019–2022       | 2019 Argentina  | 2019 Malàisia   | 2019 València   | 68     | 7         | 20    | 2     | 4     | 611 | 0      |
| Moto2     | 2023–present    | 2023 Portugal   | 2024 Qatar      | 2024 Amèriques  | 40     | 2         | 5     | 1     | 2     | 275 | 0      |
| Total     | 2019–actualitat | 2019–actualitat | 2019–actualitat | 2019–actualitat | 108    | 9         | 25    | 3     | 6     | 886 | 0      |

### Curses per any
Barem de puntuació de 1993 ençà:
| Posició | 1  | 2  | 3  | 4  | 5  | 6  | 7 | 8 | 9 | 10 | 11 | 12 | 13 | 14 | 15 |
| Punts   | 25 | 20 | 16 | 13 | 11 | 10 | 9 | 8 | 7 | 6  | 5  | 4  | 3  | 2  | 1  |

(Ids. Grans Premis | Llegenda) (Curses en negreta indiquen pole; curses en  itàlica indiquen volta ràpida)
| Any  | Categoria | Moto       | 1      | 2       | 3       | 4       | 5       | 6      | 7       | 8      | 9       | 10      | 11     | 12      | 13     | 14      | 15      | 16      | 17      | 18     | 19     | 20      | Pos | Pts |
| ---- | --------- | ---------- | ------ | ------- | ------- | ------- | ------- | ------ | ------- | ------ | ------- | ------- | ------ | ------- | ------ | ------- | ------- | ------- | ------- | ------ | ------ | ------- | --- | --- |
| 2019 | Moto3     | Honda      | QAT    | ARG DNS | AME 19  | ESP Ret | FRA Ret | ITA 13 | CAT Ret | NED 15 | GER 11  | CZE Ret | AUT 27 | GBR 19  | SM Ret | ARA 7   | THA 14  | JPN 5   | AUS Ret | MAL 2  | VAL 1  |         | 15è | 76  |
| 2020 | Moto3     | Honda      | QAT 11 | ESP 17  | ANC 8   | CZE 16  | AUT 16  | STY 10 | SM 25   | EMI 17 | CAT 4   | FRA 11  | ARA 19 | TER Ret | EUR 2  | VAL 2   | POR 4   |         |         |        |        |         | 9è  | 90  |
| 2021 | Moto3     | Gas Gas    | QAT 4  | DOH 23  | POR 8   | ESP 13  | FRA 1   | ITA 9  | CAT 1   | GER 7  | NED 2   | STY 2   | AUT 1  | GBR 16  | ARA 18 | SM 4    | AME DNS | EMI     | ALR Ret | VAL 2  |        |         | 3r  | 188 |
| 2022 | Moto3     | Gas Gas    | QAT 2  | INA 4   | ARG 1   | AME Ret | POR 1   | ESP 2  | FRA 7   | ITA 1  | CAT 4   | GER 3   | NED 3  | GBR Ret | AUT 5  | SM DSQ  | ARA 13  | JPN 4   | THA Ret | AUS 3  | MAL 3  | VAL 3   | 2n  | 257 |
| 2023 | Moto2     | Kalex      | POR 15 | ARG 5   | AME Ret | ESP 11  | FRA 10  | ITA 10 | GER 11  | NED 13 | GBR Ret | AUT 8   | CAT 4  | SM 11   | IND 4  | JPN Ret | INA 8   | AUS Ret | THA Ret | MAL 25 | QAT 16 | VAL Ret | 15è | 84  |
| 2024 | Moto2     | Boscoscuro | QAT 3  | POR 6   | AME 1   | ESP 4   | FRA 1   | CAT 2  | ITA 4   | NED 3  | GER 7   | GBR 4   | AUT 14 | ARA Ret | SM 12  | EMI Ret | INA Ret | JPN 14  | AUS 9   | THA 12 | MAL 14 | SLD 6   | 4t  | 191 |